# Nina d’Aubigny von Engelbrunner

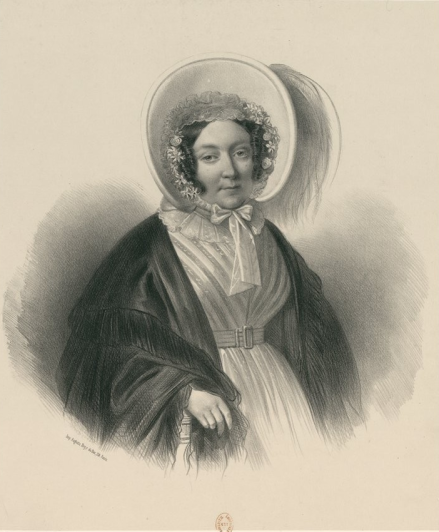
Nina d’Aubigny von Engelbrunner – Lithographie, vermutlich 1806 in London entstanden

Jana Wynandina „Nina“ Gertrut d’Aubigny von Engelbrunner, auch d’Aubigny von Engelbronner (* 15. April 1770 in Kassel; † 29. Januar 1847 in Krumegg bei Graz) war eine deutsche Schriftstellerin, Sängerin und Musikpädagogin.

## Leben

### Kindheit und Jugend in Kassel
Sie wurde als zweite Tochter des Sachsen-Gotha'schen Geheimen Legationsrats und Hofmeisters Johann Conrad von Engelbronner (1729–1817) und der Sabine Jacobine d’Aubigny (1749–1818) in Kassel geboren. Sie hatte fünf weitere Geschwister, von denen zwei ebenfalls schriftstellerisch tätig wurden. Ihre Schwester Emilie liegt auf dem Generalkogel, nordöstlich von Graz bei Judendorf gelegen, begraben.
D’Aubigny von Engelbrunner erhielt ihre Erziehung durch ihre Eltern und vor allem durch den Vater. Sie lernte mehrere Sprachen, darunter Französisch, Italienisch und Latein, und bildete sich auch durch Kontakte zu Gelehrten und Künstlern der Zeit, wie Johann Heinrich Tischbein und Komponist David August von Apell (1754–1832). Auch Reisen im späten Jugend- und frühen Erwachsenenalter, wie 1786 nach Mannheim, ein Jahr später nach Koblenz, wo sie Gesangsstunden von Pompeo Sales (1729–1797) erhielt, Paris und 1790 nach Holland, prägten d’Aubigny von Engelbrunner.

### Bückeburg 1795–1803

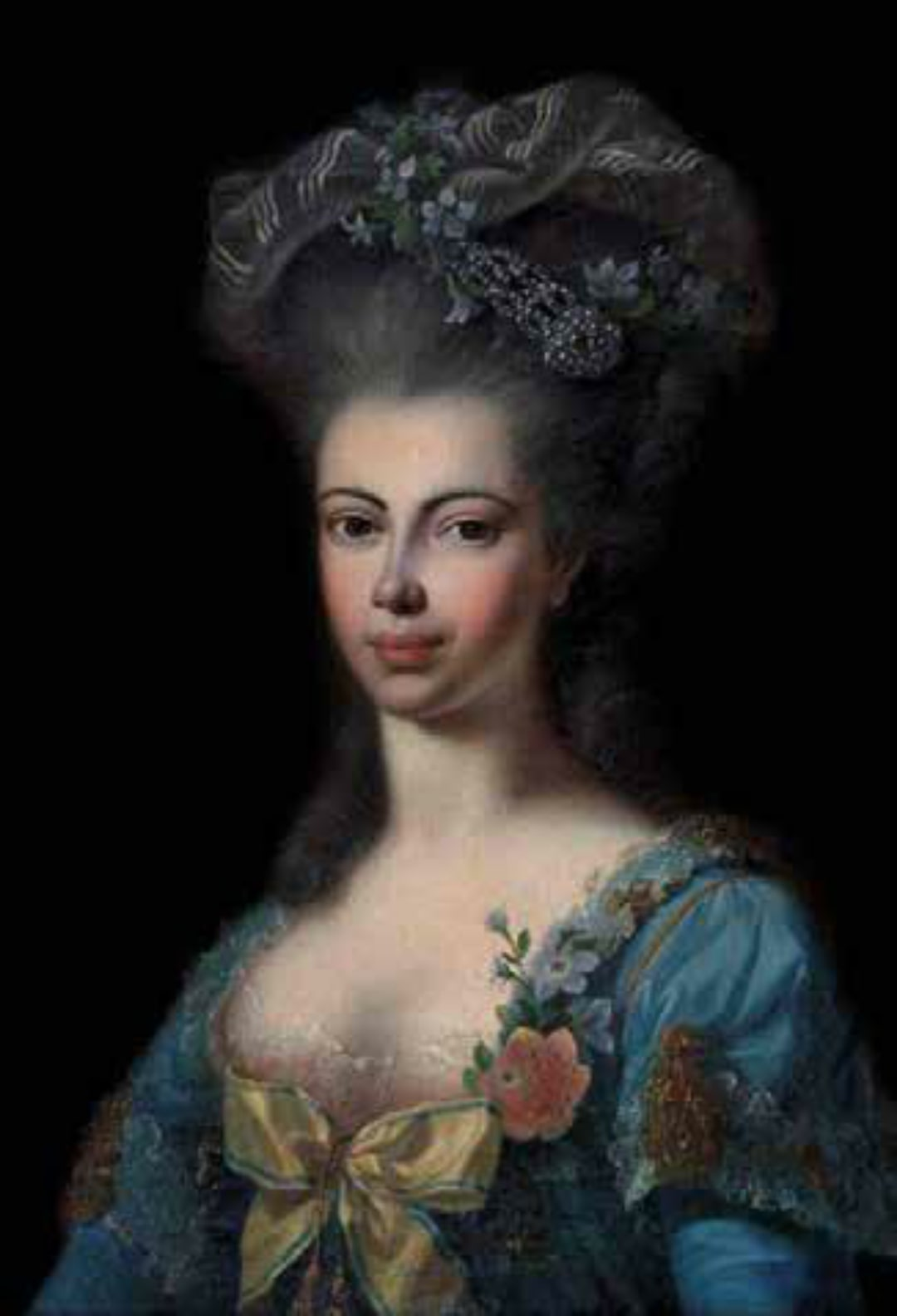
Nina D’Aubigny von Engelbrunners Gönnerin Juliane von Schaumburg-Lippe

Ihre ältere Schwester Susanna Christiana, genannt Susette, heiratete 1795 den Konsistorialrat Carl Gottlieb Horstig (1763–1835) und zog nach Bückeburg. D’Aubigny von Engelbrunner folgte der Schwester und begann, als Erzieherin der Töchter von Gräfin Juliane von Schaumburg-Lippe, Eleonore Luise (1781–1783) und Wilhelmine Charlotte (1783–1858), zu arbeiten. Sie unterrichtete sie im Nähen, in Italienisch, im Gesang, Pianofort- und Harfenspiel. Später wurde sie auch die Musiklehrerin der Enkelin Johann Christoph Friedrich Bachs und unterrichtete ihre Nichten und Neffen. In Bückeburg trat sie auch als Sängerin in Erscheinung und musizierte sowohl privat, als auch öffentlich.
Nach dem Tod ihrer Gönnerin Juliane von Schaumburg-Lippe zog d’Aubigny von Engelbrunner um 1800 nach Kassel zurück und widmete sich dem Schreiben ihres ersten Buches Briefe an Natalie über den Gesang. Zu Beginn des Jahres 1803 unternahmen d’Aubigny von Engelbrunner, die Familie Horstig und Schwester Emilie eine lange Reise nach Frankreich, England und Holland, wo sie unter anderem Jens Immanuel Baggesen, Friedrich Schlegel und Johann Heinrich Pestalozzi kennenlernten. In London traf die Reisegesellschaft mit Henry Cavendish, Benjamin West und Charles Burney zusammen. Im Jahr 1806 veröffentlichte Carl Gottlieb Horstig ein Buch über die Erlebnisse unter dem Titel Reise nach Frankreich, England und Holland.

### Englandaufenthalt 1803–1807
Nach der Veröffentlichung ihres Werks Briefe an Natalie über den Gesang zog sie 1803 nach England. Neben den positiven Eindrücken der Englandreise zu Beginn des Jahres 1803 führten auch politische Unruhen nach der Besetzung Hannovers durch die Franzosen und finanzielle Probleme zur Entscheidung des Umzugs. In England war sie als Hauslehrerin tätig und veröffentlicht erste Eindrücke unter anderem von Reisen im Journal London und Paris. Bereits 1804 war d’Aubigny von Engelbrunners Schwester Emilie als Erzieherin nach Kalkutta in Indien gereist. D’Aubigny von Engelbrunner entschied sich vor allem aus finanziellen Gründen, in Indien als Erzieherin tätig zu werden.

### Indienaufenthalt 1807–1816
Von September 1807 bis März 1808 reiste d’Aubigny von Engelbrunner von Portsmouth nach Kalkutta. Hier übernahm sie zunächst die Schule ihrer Schwester Emilie und wurde 1810 die Reisebegleiterin der Frau des Vize-Oberrichters von Kalkutta Sir William Burrough (1753–1829) und deren Freundin. Zu viert unternahmen sie von Februar bis November 1810 eine Reise nach Murshidabad, wo d’Aubigny von Engelbrunner die Bekanntschaft des Nawab von Bengalen machte. Im Jahr 1811 kehrte Schwester Emilie und damit d’Aubigny von Engelbrunner einziger familiärer Rückhalt in Indien nach Europa zurück. D’Aubigny von Engelbrunners finanzielle Situation verschlechterte sich ab 1812, sodass sie 1813 begann, in Kalkutta öffentliche Konzerte zu geben. Obwohl sich ihre finanzielle Situation in den folgenden Monaten verbesserte, da sie wieder als Lehrerin arbeitete, verschlechterte sich ihr Gesundheitszustand. Bereits während der Überfahrt nach Indien war sie am Gallenfieber erkrankt, das in der zweiten Jahreshälfte 1814 erneut ausbrach und sich bis 1815 so stark verschlechterte, dass sie ihr Testament aufsetzte. Sie verließ Kalkutta im November 1816 und kehrte, nach einem Zwischenaufenthalt in Kapstadt, wo sie auch als Sängerin auftrat, im März 1818 nach London zurück.

### Europareisen und letzte Lebensjahre 1818–1847
Über Holland kehrte d’Aubigny von Engelbrunner 1819 nach Kassel zurück, wo sie den Hausstand ihrer 1817 und 1818 verstorbenen Eltern auflöste. Im Oktober 1820 zog sie nach Dresden und verkehrte hier unter anderem im literarischen Zirkel Ludwig Tiecks. Auf Emilies Gut in Michelbach ordnete d’Aubigny von Engelbrunner von 1821 bis 1823 ihre Aufzeichnungen, die während der Reisen durch Indien entstanden waren. Zudem überarbeitete sie ihr Werk Briefe an Natalie über den Gesang für die zweite Auflage, die 1824 erschien. Es folgten 1823 Reisen nach Prag, Leipzig und Wien, sowie 1824 nach Italien. Im Jahr 1827 mietete sich d’Aubigny von Engelbrunner in Wien im Palais der Grafen Paar ein und unterhielt hier einen Salon. Sie gab im Winter 1827 zahlreiche große Feste und Bälle, zu denen über 100 Gäste eingeladen waren. In Wien kam sie in Kontakt mit Franz Grillparzer, Caroline Pichler und Franz Schubert. Ihre Briefe an Natalie hatten d’Aubigny von Engelbrunner neben ihrem Gesangstalent und ihrem Harfenspiel bekannt gemacht. Ludwig van Beethoven besaß ein Exemplar ihres Hauptwerkes in seiner Handbibliothek und empfahl es weiter, auch wenn ein persönlicher Kontakt zwischen ihm und d’Aubigny von Engelbrunner nicht nachgewiesen ist.
Nach dem Tod ihrer Neffen Eduard und Georg Horstig zog d’Aubigny von Engelbrunner im Jahr 1828 auf das „Erkoschlössl“ (auch „Bethanien“) in Krumegg bei Graz und damit in die Nähe ihrer Schwester Emilie. Hier betrieb sie Landwirtschaft und Viehzucht und zog sich weitgehend aus dem gesellschaftlichen Leben zurück. Sie verstarb 1847 im Alter von 73 an einer „Lungenlähmung“ und wurde auf dem Dorffriedhof von Nestelbach bei Graz beerdigt. Ihr Grab ist nicht erhalten.

## Die Schriftstellerin Nina d’Aubigny von Engelbrunner
D’Aubigny von Engelbrunner begann ihre schriftstellerische Arbeit mit einer Übersetzung des Tagebuchs einer Reise durch die portugiesische Provinz Alentejo aus dem Holländischen, die 1799 erschien. Schon im Vorjahr hatte sie unter dem Pseudonym „David August von Apell“, dem Namen ihres Freundes Apell, ihr Werk Essai sur Cassel veröffentlicht. Weitere Werke erschienen unter der Vorgabe einer männlichen Autorschaft, wenn auch nicht mehr unter Pseudonym. In Zeitungsartikeln widmete sie sich vor allem während ihrer Zeit in England kulturellen, geografischen aber auch politischen Themen. Auch hier blieb sie als Autorin anonym: „Ich bin immer verlegen, in die Lage zu kommen, man könne glauben, ich sei hinter der Wissenschaft her, um als Gelehrte zu gelten. Ich hasse nichts mehr als Autorinnen, deren Eitelkeit sich mit den Trümmern ihres Wissens vermischt. […] Dies ist es, warum ich, selbst wenn ich hundert Bücher geschrieben hätte, ich dies nur unter dem strengsten Inkognito hielte.“
Als ihr Hauptwerk gilt das Werk Briefe an Natalie über den Gesang aus dem Jahr 1803. Die Autorin führt darin mit einer fiktiven Natalie in 31 Briefen ein fiktives Gespräch über Gesangspädagogik. Das Werk, das unter anderem die „Gesangsausbildung im privaten Bereich favorisiert“ und damit bereits auf die beginnende Romantik mit ihrem geselligen Musikabenden im Freundeskreis vorgreift, wurde positiv aufgenommen, sodass im Jahr 1824 eine verbesserte und erweiterte zweite Auflage erschien.

## Werke (Auswahl)
- 1798: Essai sur Cassel et ses environs
- 1799: Tagebuch einer Reise durch die portugiesische Provinz Alentejo (Übersetzung, zusammen mit Susette Horstig)
- 1800: Über das Leben und Charakter des Pompeo Sales (in Allgemeine musikalische Zeitung, 2. Jg., Nr. 21)
- 1800: Über den Zustand des musikalischen Geistes in Cassel (in Allgemeine musikalische Zeitung, 3. Jg., Nr. 41)
- 1801: Ueber die kleine und große Pianoforte-Schule des Hrn. Milchmayer in Dresden (in: Journal des Luxus und der Moden, Mai)
- 1803: Briefe an Natalie über den Gesang, als Beförderung der häuslichen Glückseligkeit und des geselligen Vergnügens (2. verbesserte Auflage 1824)
- 1803: Theater in London (in: Zeitung für die elegante Welt, 3. Jg., Nr. 126)
- 1805: Windsors Einweihung (in: London und Paris, 15. Bd., 3. Stück)